# Rock Steady Crew
La Rock Steady Crew è un famoso gruppo di breaking, fondato nel 1977 da due B-boy del Bronx (New York) Jimmy Lee e Jimmy Dee.
Nel 1979 entrano a far parte del gruppo Lenny Len e Crazy Legs (di Manhattan), che portano nuova linfa vitale alla Breakdance in generale evolvendone i movimenti sviluppando anche il continuous backspin, meglio conosciuto come "windmill").
La crew racchiudeva i migliori b-boys del Bronx e per entrarvi bisognava sfidare uno dei membri e batterlo (cosa che raramente accadeva). Nel 1981, dopo l'apparizione televisiva della sfida fra Rock Steady Crew e Dynamic Rockers, Crazy Legs fu nominato presidente della crew, mentre Frosty Freeze (morto il 5 aprile 2008) e Ken Swift vice-presidenti.
Un anno dopo, Afrika Bambaataa nominò l'intera Rock Steady Crew come parte integrante della Zulu Nation (la più rispettata crew Hip Hop a quel tempo). Nel corso della sua storia, la crew ha partecipato a numerosi eventi internazionali, ha realizzato apparizioni per videoclip e lungometraggi (ex: Wild Style, 1984), estendendo il suo prestigio a macchia d'olio. Oggi i membri della Rock Steady Crew provengono da tutto il mondo e non sono solo B-boys (dJ's, skaters, artisti...).
Il Rock Steady Crew Anniversary è l'evento annuale che simboleggia per molti la preservazione della storia e dell'evoluzione della vera cultura Hip Hop, coinvolgendo b-boys, dj's, writers, mc's da tutto il mondo.

## Membri
- Crazy Legs (Presidente)
- YNot (Senior Vice Presidente)
- Feenx (Junior Vice Presidente)
- Mr Wiggles
- Pop Master Fabel
- Q-Unique
- Tony Touch
- Skeme Richards
- DJ Eclipse
- DJ JS 1
- DStroy
- Joe Conzo
- Rakaa Iriescience
- Rich Medina
- Bobbito
- EZ Mike
- Jazzy Jes
- Leva57
- DV 1
- Sab
- Shadoe
- Abramz
- Bailrok
- Youtee
- Masami
- Lea Maxwell
- Varisa
- MyVerse
- KaoticBlaze
- Reimi
- Bonita
- 2cci
- Jansy
- Armani
- Sweepy
- Fever1
- Jeromskee
- Velcro
- Johnny Cheesecake
- Angel De Leon
- ATS
- Hano
- G-Bo
- Ian Eastwood

## Discografia

### Albums
- 1984 - Ready For Battle
- 2007 - 30 Years to the Day

### Singoli
- 1983 - "(Hey You) The Rock Steady Crew"
- 1983 - "Ready For Battle"
- 1984 - "Up Rock" (No. 9 Australia)[1]
- 1984 - "She's Fresh"
- 2000 - "Used To Wish I Could Break With Rock Steady"